# Rio Branco Esporte Clube
Pour les articles homonymes, voir Rio Branco.
Le Rio Branco Esporte Clube est un club brésilien de football basé à Americana dans l'État de São Paulo.

## Palmarès
- Championnat Paulista do Interior :
  - Champion : 1922, 1923

## Anciens joueurs
- Flávio Conceição
- Marcos Assunção
- Bruno Correa
- Ricardo Higa